# Жером Боатенг
Жеро́м Боате́нг (нім. Jérôme Boateng, МФА: [ʒeˈʁoːm bo.aˈtɛŋ], 3 вересня 1988, Берлін, Німеччина) — німецький футболіст, захисник національної збірної Німеччини.

## Клубна кар'єра

### «Герта»
Вихованець футбольної школи клубу «Герта» з рідного Берліна. Із сезону 2006—07 молодого гравця почали залучати до матчів другої команди «Герти», що грала в нижчих лігах німецької першості. 2007 року провів 10 матчів у складі головної команди клубу в іграх елітної Бундесліги.

### «Гамбург»
Упевнена гра захисника, якому виповнилося лише 18 років, привернула увагу скаутів іншого представника Бундесліги, «Гамбурга» і в серпні 2007 року Боатенг перейшов до цього клубу.
Гравець відразу став одним з основних захисників «Гамбурга» і провів у команді три сезони. Зокрема, у сезоні 2008—09 допоміг увійти до п'ятірки найкращих клубів Німеччини та досягти півфіналу Ліги Європи УЄФА, у якому гамбурзька команда поступилася бременському «Вердеру» лише за підрахунком голів, забитих на чужому полі.

### «Манчестер Сіті»
Протягом сезону 2009—10 Боатенг продовжував демонструвати впевнену гру в обороні «Гамбурга», заслуживши виклик до національної збірної Німеччини. А по завершенні цього сезону, у червні 2010 року про підписання з гравцем п'ятирічного контракту повідомив клуб англійської Прем'єр-ліги «Манчестер Сіті». Проте закріпитися в основі англійської команди Боатенгу не вдалося — протягом свого першого сезону в «Мансіті» він провів лише 24 гри, з них лише 16 у Прем'єр-лізі.

### «Баварія»
14 липня 2011 року мюнхенська «Баварія» викупила контракт Боатенга за 14 млн євро і він повернувся на батьківщину. Протягом перших сезонів у «Баварії» був регулярним гравцем стартового складу команди, проводячи щонайменше 40 ігор в усіх змаганнях за сезон. В сезоні 2012/13 допоміг мюнхенській команді стати переможцем національних чемпіонату і Кубку, а також тріумфувати у тогорічній Лізі чемпіонів.
Із сезону 2015/16 почав отримувати дещо менше ігрового часу. Попри це у грудні 2015 року подовжив угоду з «Баварією» до 2021 року.

## Виступи у збірних
Ще під час навчання у футбольній школі «Герти» Жерома викликали до складу юнацьких збірних Німеччини. З 2007 року залучали до ігор молодіжної збірної U-21, у складі якої у 2009 році став чемпіоном Європи серед 21-річних.
10 жовтня 2009 року дебютував у складі національної збірної Німеччини у товариській грі проти росіян.

### Чемпіонат світу 2010
Був включений до складу німецької збірної для участі у фінальній частині чемпіонату світу 2010 року. На турнірі дебютував в останній грі групового етапу проти збірної Гани, кольори якої у цьому матчі захищав його брат Кевін-Прінс Боатенг.
Згодом виходив на поле в основному складі команди на всі матчі плей-оф. Після поразки від Іспанії в півфіналі німці стали учасниками гри за третє місце, в якій Боатенг асистував голу Марселя Янсена, посприявши перемозі своєї команди і здобуттю бронзових нагород світової першості.

### Чемпіонат Європи 2012
На Євро-2012 виходив на поле у чотирьох з п'яти матчів збірної, яка знову не змогла подолати стадію півфіналів. Грав на позиції правого захисника.

### Чемпіонат світу 2014
2014 року на полях Бразилії був основним центральним захисником національної команди в усіх її семи іграх на чемпіонаті світу, який завершився для неї здобуттям четвертого в історії титулу найсильнішої збірної світу. На груповому етапі, як і чотирма роками раніше, грав проти збірної Гани, у складі якої на полі був його брат.
У напруженому фінальному матчі проти аргентинців провів на полі усі 90 хвилин основного і 30 хвилин додаткового часу і був визнаний одним з найкращих гравців зустрічі, а за деякими версіями й найкращим. Разом з партнером по центру захисту Матсом Гуммельсом фактично не дозволив зірковому нападу аргентинців загрожувати воротам, зробив декілька важливих підкатів і виграв 83 % двобоїв з нападниками суперників.

### Чемпіонат Європи 2016
Був гравцем основного складу німецької збірної й на чемпіонаті Європи, взявши участь в усіх матчах команди по ходу турнірної дистанції, що обірвалася на стадії півфіналів після програшу господарям турніру французам. У матчі 1/8 фіналу проти збірної Словаччини, який був для Боатенга 63-ім у формі національної команди, забив свій перший гол за неї, відкривши рахунок зустрічі, яку німці довели до перемоги з рахунком 3:0.

### Чемпіонат світу 2018
4 червня 2018 року був включений до заявки національної команди для участі у своїй третій світовій першості — тогорічному чемпіонаті світу в Росії.

## Особисте життя
Батько Жерома Боатенга — Прінс Боатенг, іммігрант з Гани, мати — німкеня. Має рідну сестру Авеліну, а також двох братів від попереднього шлюбу батька, один з яких, Кевін-Прінс Боатенг, також відомий футболіст. Разом з Жеромом старший від нього на рік Кевін-Прінс навчався у футбольній школі «Герти», грав разом з ним у дорослій команді клубу. Згодом, як і Жером, виступав за молодіжну збірну Німеччини. Згодом вирішив на дорослому рівні захищати кольори національної збірної Гани, батьківщини батька.
23 червня 2010 року у третьому колі групового турніру в Групі D фінальної частини чемпіонату світу 2010 Гана — Німеччина брати Кевін-Прінс та Жером грали один проти одного у формі своїх національних збірних. На наступному мундіалі жереб знову звів ці дві команди в одній групі, і брати удруге перетнулися у грі фінальної частини світової першості.

## Статистика виступів

### Статистика клубних виступів
Станом на 25 квітня 2018 року
| Сезон                | Команда              | Чемпіонат            | Чемпіонат | Чемпіонат | Національний кубок | Національний кубок | Національний кубок | Континентальні кубки | Континентальні кубки | Континентальні кубки | Інші змагання | Інші змагання | Інші змагання | Усього | Усього |
| Сезон                | Команда              | Ліга                 | Ігор      | Голів     | Ліга               | Ігор               | Голів              | Ліга                 | Ігор                 | Голів                | Ліга          | Ігор          | Голів         | Ігор   | Голів  |
| -------------------- | -------------------- | -------------------- | --------- | --------- | ------------------ | ------------------ | ------------------ | -------------------- | -------------------- | -------------------- | ------------- | ------------- | ------------- | ------ | ------ |
| 2005–06              | «Герта» II           | Регіональліга        | 9         | 1         | -                  | -                  | -                  | -                    | -                    | -                    | -             | -             | -             | 9      | 1      |
| 2006–07              | «Герта» II           | Регіональліга        | 15        | 0         | -                  | -                  | -                  | -                    | -                    | -                    | -             | -             | -             | 15     | 0      |
| Усього за «Герту» II | Усього за «Герту» II | Усього за «Герту» II | 24        | 1         |                    |                    |                    |                      |                      |                      |               |               |               | 24     | 1      |
| 2006–07              | «Герта»              | БЛ                   | 10        | 0         | КН                 | 1                  | 0                  | -                    | -                    | -                    | -             | -             | -             | 11     | 0      |
| 2007–08              | «Гамбург»            | БЛ                   | 27        | 0         | КН                 | 3                  | 0                  | КУЄФА                | 7                    | 0                    | -             | -             | -             | 37     | 0      |
| 2008–09              | «Гамбург»            | БЛ                   | 21        | 0         | КН                 | 5                  | 0                  | КУЄФА                | 9                    | 0                    | -             | -             | -             | 35     | 0      |
| 2009–10              | «Гамбург»            | БЛ                   | 27        | 0         | КН                 | 1                  | 0                  | ЛЄ                   | 13                   | 2                    | -             | -             | -             | 41     | 2      |
| Усього за «Гамбург»  | Усього за «Гамбург»  | Усього за «Гамбург»  | 75        | 0         |                    | 9                  | 0                  |                      | 29                   | 2                    |               |               |               | 113    | 2      |
| 2010–11              | «Манчестер Сіті»     | ПЛ                   | 16        | 0         | КА+КЛ              | 3+0                | 0+0                | ЛЄ                   | 5                    | 0                    | -             | -             | -             | 24     | 0      |
| 2011–12              | «Баварія»            | БЛ                   | 27        | 0         | КН                 | 6                  | 0                  | ЛЧ                   | 15                   | 0                    | -             | -             | -             | 48     | 0      |
| 2012–13              | «Баварія»            | БЛ                   | 26        | 2         | КН                 | 4                  | 0                  | ЛЧ                   | 9                    | 0                    | СН            | 1             | 0             | 40     | 2      |
| 2013–14              | «Баварія»            | БЛ                   | 25        | 1         | КН                 | 5                  | 0                  | ЛЧ                   | 9                    | 0                    | СН+СУ+КЧС     | 1+2+1         | 0+0+0         | 43     | 1      |
| 2014–15              | «Баварія»            | БЛ                   | 27        | 0         | КН                 | 5                  | 0                  | ЛЧ                   | 11                   | 3                    | СН            | 1             | 0             | 44     | 3      |
| 2015–16              | «Баварія»            | БЛ                   | 19        | 0         | КН                 | 4                  | 0                  | ЛЧ                   | 7                    | 0                    | СН            | 1             | 0             | 31     | 0      |
| 2016–17              | «Баварія»            | БЛ                   | 13        | 0         | КН                 | 2                  | 0                  | ЛЧ                   | 6                    | 0                    | СН            | 0             | 0             | 21     | 0      |
| 2017–18              | «Баварія»            | БЛ                   | 19        | 1         | КН                 | 3                  | 1                  | ЛЧ                   | 9                    | 0                    | СН            | 0             | 0             | 31     | 2      |
| Усього за «Баварію»  | Усього за «Баварію»  | Усього за «Баварію»  | 156       | 4         |                    | 29                 | 1                  |                      | 66                   | 3                    |               | 7             | 0             | 258    | 8      |
| Усього за кар'єру    | Усього за кар'єру    | Усього за кар'єру    | 281       | 5         |                    | 42                 | 1                  |                      | 100                  | 5                    |               | 7             | 0             | 430    | 10     |

### Статистика виступів за збірну
Станом на 9 червня 2018 року
| Дата       | Місто               | Господарі         | Результат               | Гості             | Турнір                       | Голи | Примітки |
| ---------- | ------------------- | ----------------- | ----------------------- | ----------------- | ---------------------------- | ---- | -------- |
| 18-11-2009 | Гельзенкірхен       | Німеччина         | 2 – 2                   | Кот-д'Івуар       | товариський матч             | -    | 65'      |
| 3-3-2010   | Мюнхен              | Німеччина         | 0 – 1                   | Аргентина         | товариський матч             | -    |          |
| 13-5-2010  | Аахен               | Німеччина         | 3 – 0                   | Мальта            | товариський матч             | -    | 79'      |
| 29-5-2010  | Будапешт            | Угорщина          | 0 – 3                   | Німеччина         | товариський матч             | -    |          |
| 23-6-2010  | Йоганнесбург        | Гана              | 0 – 1                   | Німеччина         | ЧС 2010 - 1-й етап           | -    | 73'      |
| 27-6-2010  | Блумфонтейн         | Німеччина         | 4 – 1                   | Англія            | ЧС 2010 - 1/8 фіналу         | -    |          |
| 3-7-2010   | Кейптаун            | Аргентина         | 0 – 4                   | Німеччина         | ЧС 2010 - чвертьфінал        | -    | 72'      |
| 7-7-2010   | Дурбан              | Німеччина         | 0 – 1                   | Іспанія           | ЧС 2010 - півфінал           | -    | 52'      |
| 10-7-2010  | Порт-Елізабет       | Уругвай           | 2 – 3                   | Німеччина         | ЧС 2010 - матч за 3-тє місце | -    |          |
| 11-8-2010  | Копенгаген          | Данія             | 2 – 2                   | Німеччина         | товариський матч             | -    | 8' 78'   |
| 8-10-2010  | Берлін              | Німеччина         | 3 – 0                   | Туреччина         | Відбір до ЧЄ 2012            | -    | 73'      |
| 12-10-2010 | Астана              | Казахстан         | 0 – 3                   | Німеччина         | Відбір до ЧЄ 2012            | -    |          |
| 17-11-2010 | Стокгольм           | Швеція            | 0 – 0                   | Німеччина         | товариський матч             | -    | 45'      |
| 9-2-2011   | Дортмунд            | Німеччина         | 1 – 1                   | Італія            | товариський матч             | -    | 64'      |
| 10-8-2011  | Штутгарт            | Німеччина         | 3 – 2                   | Бразилія          | товариський матч             | -    | 88'      |
| 2-9-2011   | Гельзенкірхен       | Німеччина         | 6 – 2                   | Австрія           | Відбір до ЧЄ 2012            | -    | 46'      |
| 6-9-2011   | Гданськ             | Польща            | 2 – 2                   | Німеччина         | товариський матч             | -    |          |
| 7-10-2011  | Стамбул             | Туреччина         | 1 – 3                   | Німеччина         | Відбір до ЧЄ 2012            | -    |          |
| 11-11-2011 | Київ                | Україна           | 3 – 3                   | Німеччина         | товариський матч             | -    |          |
| 15-11-2011 | Гамбург             | Німеччина         | 3 – 0                   | Нідерланди        | товариський матч             | -    | 65'      |
| 29-2-2012  | Бремен              | Німеччина         | 1 – 2                   | Франція           | товариський матч             | -    | 64'      |
| 31-5-2012  | Лейпциг             | Німеччина         | 2 – 0                   | Ізраїль           | товариський матч             | -    |          |
| 9-6-2012   | Львів               | Німеччина         | 1 – 0                   | Португалія        | ЧЄ 2012 - 1-й етап           | -    | 69'      |
| 13-6-2012  | Харків              | Нідерланди        | 1 – 2                   | Німеччина         | ЧЄ 2012 - 1-й етап           | -    | 87'      |
| 22-6-2012  | Гданськ             | Німеччина         | 4 – 2                   | Греція            | ЧЄ 2012 - чвертьфінал        | -    |          |
| 28-6-2012  | Варшава             | Німеччина         | 1 – 2                   | Італія            | ЧЄ 2012 - півфінал           | -    | 61'      |
| 15-8-2012  | Франкфурт-на-Майні  | Німеччина         | 1 – 3                   | Аргентина         | товариський матч             | -    |          |
| 12-10-2012 | Дублін              | Ірландія          | 1 – 6                   | Німеччина         | Відбір до ЧС 2014            | -    |          |
| 16-10-2012 | Берлін              | Німеччина         | 4 – 4                   | Швеція            | Відбір до ЧС 2014            | -    |          |
| 26-3-2013  | Мюнхен              | Німеччина         | 4 – 1                   | Казахстан         | Відбір до ЧС 2014            | -    |          |
| 14-8-2013  | Берлін              | Німеччина         | 3 – 3                   | Парагвай          | товариський матч             | -    | 46'      |
| 6-9-2013   | Берлін              | Німеччина         | 3 – 0                   | Австрія           | Відбір до ЧС 2014            | -    |          |
| 10-9-2013  | Торсгавн            | Фарерські острови | 0 – 3                   | Німеччина         | Відбір до ЧС 2014            | -    |          |
| 11-10-2013 | Берлін              | Німеччина         | 3 – 0                   | Ірландія          | Відбір до ЧС 2014            | -    |          |
| 15-10-2013 | Стокгольм           | Швеція            | 3 – 5                   | Німеччина         | Відбір до ЧС 2014            | -    |          |
| 15-11-2013 | Турин               | Італія            | 1 – 1                   | Німеччина         | товариський матч             | -    |          |
| 19-11-2013 | Лондон              | Англія            | 0 – 1                   | Німеччина         | товариський матч             | -    | 45'      |
| 5-3-2014   | Штутгарт            | Німеччина         | 1 – 0                   | Чилі              | товариський матч             | -    |          |
| 1-6-2014   | Менхенгладбах       | Німеччина         | 2 – 2                   | Камерун           | товариський матч             | -    |          |
| 16-6-2014  | Салвадор (Бразилія) | Німеччина         | 4 – 0                   | Португалія        | ЧС 2014 - 1-й етап           | -    |          |
| 21-6-2014  | Форталеза           | Німеччина         | 2 – 2                   | Гана              | ЧС 2014 - 1-й етап           | -    | 46'      |
| 26-6-2014  | Ресіфі              | США               | 0 – 1                   | Німеччина         | ЧС 2014 - 1-й етап           | -    |          |
| 30-6-2014  | Порту-Алегрі        | Німеччина         | 2 – 1 д.ч.              | Алжир             | ЧС 2014 - 1/8 фіналу         | -    |          |
| 4-7-2014   | Ріо-де-Жанейро      | Франція           | 0 – 1                   | Німеччина         | ЧС 2014 - чвертьфінал        | -    |          |
| 8-7-2014   | Белу-Оризонті       | Бразилія          | 1 – 7                   | Німеччина         | ЧС 2014 - півфінал           | -    |          |
| 13-7-2014  | Ріо-де-Жанейро      | Німеччина         | 1 – 0 д.ч.              | Аргентина         | ЧС 2014 - Фінал              | -    |          |
| 7-9-2014   | Дортмунд            | Німеччина         | 2 – 1                   | Шотландія         | Відбір до ЧЄ 2016            | -    |          |
| 10-10-2014 | Варшава             | Польща            | 2 – 0                   | Німеччина         | Відбір до ЧЄ 2016            | -    | 25'      |
| 14-10-2014 | Гельзенкірхен       | Німеччина         | 1 – 1                   | Ірландія          | Відбір до ЧЄ 2016            | -    |          |
| 14-11-2014 | Нюрнберг            | Німеччина         | 4 – 0                   | Гібралтар         | Відбір до ЧЄ 2016            | -    |          |
| 29-03-2015 | Тбілісі             | Грузія            | 0 – 2                   | Німеччина         | Відбір до ЧЄ 2016            | -    |          |
| 13-06-2015 | Фару                | Гібралтар         | 0 – 7                   | Німеччина         | Відбір до ЧЄ 2016            | -    |          |
| 04-09-2015 | Франкфурт-на-Майні  | Німеччина         | 3 – 1                   | Польща            | Відбір до ЧЄ 2016            | -    |          |
| 07-09-2015 | Глазго              | Шотландія         | 2 – 3                   | Німеччина         | Відбір до ЧЄ 2016            | -    |          |
| 08-10-2015 | Дублін              | Ірландія          | 1 – 0                   | Німеччина         | Відбір до ЧЄ 2016            | -    |          |
| 11-10-2015 | Лейпциг             | Німеччина         | 2 – 1                   | Грузія            | Відбір до ЧЄ 2016            | -    |          |
| 13-11-2015 | Париж               | Франція           | 2 – 0                   | Німеччина         | товариський матч             | -    | 46'      |
| 29-5-2016  | Аугсбург            | Німеччина         | 1 – 3                   | Словаччина        | товариський матч             | -    | 64'      |
| 4-6-2016   | Гельзенкірхен       | Німеччина         | 2 – 0                   | Угорщина          | товариський матч             | -    |          |
| 12-6-2016  | Вільнев-д'Аск       | Німеччина         | 2 – 0                   | Україна           | ЧЄ 2016 - 1-й етап           | -    |          |
| 16-6-2016  | Сен-Дені            | Німеччина         | 0 – 0                   | Польща            | ЧЄ 2016 - 1-й етап           | -    | 67'      |
| 21-6-2016  | Париж               | Північна Ірландія | 0 – 1                   | Німеччина         | ЧЄ 2016 - 1-й етап           | -    | 76'      |
| 26-6-2016  | Вільнев-д'Аск       | Німеччина         | 3 – 0                   | Словаччина        | ЧЄ 2016 - 1/8 фіналу         | 1    | 72'      |
| 2-7-2016   | Бордо               | Німеччина         | 1 – 1 д.ч. (6 - 5 п.п.) | Італія            | ЧЄ 2016 - чвертьфінал        | -    |          |
| 7-7-2016   | Марсель             | Німеччина         | 0 – 2                   | Франція           | ЧЄ 2016 - півфінал           | -    | 61'      |
| 8-10-2016  | Гамбург             | Німеччина         | 3 – 0                   | Чехія             | Відбір до ЧС 2018            | -    |          |
| 11-10-2016 | Ганновер            | Німеччина         | 2 – 0                   | Північна Ірландія | Відбір до ЧС 2018            | -    | 69'      |
| 5-10-2017  | Белфаст             | Північна Ірландія | 1 – 3                   | Німеччина         | Відбір до ЧС 2018            | -    |          |
| 23-3-2018  | Дюссельдорф         | Німеччина         | 1 – 1                   | Іспанія           | товариський матч             | -    |          |
| 27-3-2018  | Берлін              | Німеччина         | 0 – 1                   | Бразилія          | товариський матч             | -    | кап. 68' |
| 8-6-2018   | Леверкузен          | Німеччина         | 2 – 1                   | Саудівська Аравія | товариський матч             | -    | 46'      |
| Усього     |                     | Матчів            | 71                      |                   | Голів                        | 1    |          |

## Досягнення
«Манчестер Сіті»
- Володар кубка Англії: 2010-11

«Баварія»
- Чемпіон Німеччини: 2012-13, 2013-14, 2014-15, 2015-16, 2016-17, 2017-18, 2018-19, 2019-20, 2020-21
- Володар кубка Німеччини: 2012-13, 2013-14, 2015-16, 2018-19, 2019-20
- Володар Суперкубка Німеччини: 2012, 2016, 2017, 2018, 2020
- Переможець Ліги чемпіонів УЄФА: 2012-13, 2019-20
- Переможець Суперкубка УЄФА: 2013, 2020
- Переможець Клубного чемпіонату світу: 2013, 2020

Збірна Німеччини
- Чемпіон світу: 2014
- Бронзовий призер чемпіонату світу: 2010

Молодіжна збірна Німеччини
- Переможець молодіжного чемпіонату Європи: 2009